# Силвестър Силвестров
Силвестър Силвестров е български актьор и шоумен.

## Биография
Роден е на 10 май 1972 г. в Перник.
Завършва НАТФИЗ „Кръстьо Сарафов“ в класа на проф. Снежина Танковска през 1997 г. Освен като артист, Силвестър Силвестров се изявява и като сценарист и текстописец. Автор е на много телевизионни реклами и песни.
Кариерата му на актьор започва още в първи курс с представлението „Отело – Мяра за Мяра“ в Малък градски театър „Зад канала“. Работил е с режисьори, като Гриша Островски и Владо Петков.
Ярък отпечатък в работа на Силвестър като театрален актьор оставя режисьорката Лилия Абаджиева. Повече от 12 години той играе основно главни роли в култовите ѝ спектакли, като „Хамлет“, „Страданията на младия Вертер“, „Женитба“, „Чайка“, „Ромео и Жулиета“ и др.
От 1994 г. до 2006 г. Силвестър Силвестров е познат от сцените на Народен театър „Иван Вазов“, театър „Сълза и смях“, Сатиричен театър „Алеко Константинов“, Малък градски театър „Зад канала“.
През 1997 г. става част от екипа на ексцентричното телевизионно предаване на БНТ 1002 Нощи.
През 2003 г. Силвестър Силвестров заедно с Владислав Петров и Александър Сано създава проекта „Братя Мангасариян“. Там той успешно влиза в ролята на сърцат ром на име Зюмбюл, а песните им „Бай Мангау“, „Теро Реро“ и „Млад, силен, красив“ стават национални хитове за България.
През 2009 г. Силвестър заедно с Владислав Петров и режисьорът Николай Мутафчиев създават студио за аудио визуални проекти, анимация и специални ефекти: Премиерстудио

## Семейство
Бил е женен за популярната актриса и телевизионна водеща Мария Силвестър, с която имат един син. Понастоящем Силвестър и Мария са разведени.